# Karim Moussa
Karim „Krimbo“ Moussa (* 26. September 2002) ist ein deutsch-ägyptischer E-Sportler in der Disziplin Counter-Strike: Global Offensive. Er spielt seit März 2022 für Berlin International Gaming.

## Karriere
Moussa startete seine Karriere 2019 bei Planetkey Dynamics, wo er hauptsächlich in zweiten nationalen Ligen spielte. Im Mai wechselte er zu EURONICS Gaming, wo er erstmals in der deutschen ESL-Meisterschaft spielen konnte. Im September kehrte er zu Planetkey Dynamics zurück.
Im Januar 2020 wechselte er in das Nachwuchsteam von Berlin International Gaming. Mit BIG Academy konnte er mit dem Sieg in der 99Liga Season 15 seinen ersten nationalen Erfolg feiern. Moussa verließ im Januar 2021 BIG Academy und schloss sich ALTERNATE aTTaX an. Er erreichte einen zweiten Platz bei der UNITED Pro Series Winter 2020, zwei Halbfinaleinzüge in der ESL-Meisterschaft und einen Sieg in der 99Liga Season 17. Nachdem cowana Gaming im August sein Team übernommen hatte und er jeweils einen zweiten Platz in der UNITED Pro Series Summer 2021 und der 99Liga Season 18 erreichen konnte, wechselte er im Januar 2022 zurück zu BIG Academy.
In der dritten Ausgabe der internationalen Nachwuchsliga, WePlay Academy League, erreichte er mit seinem Team einen zweiten Platz. Moussa spielte erstmals für das Hauptteam von BIG im offenen Qualifikationsturnier des Majors PGL Major Antwerp 2022. Im März wurde Moussa in das Hauptteam befördert, wo er Nils Gruhne ersetzte. Nachdem er im PGL Major Antwerp 2022: European RMR A den zweiten Platz erreichte, qualifizierte er sich erstmals mit dem PGL Major Antwerp 2022 für ein Major-Turnier. Das Turnier beendete er nach einer Niederlage gegen Team Vitality auf dem 12.–14. Platz. Des Weiteren gewann er den Roobet Cup nach einem 2:1-Sieg gegen Faze, erreichte das Finale bei der Elisa Masters Espoo 2022, erzielte er einen Halbfinaleinzug in der IEM Dallas 2022 und beendete die Pinnacle Cup Championship auf dem dritten Platz. Das zweite Major des Jahres, das IEM Major: Rio 2022 beendete er auf dem 9.–11. Rang.
2023 verpasste er die Qualifikation für das BLAST.tv Major: Paris 2023 nach einer Niederlage gegen Cloud 9 im Qualifikationsturnier. In diesem Jahr siegte er im CCT Online Finals #5. Überdies erreichte er den dritten Rang im CCT Online Finals #4. Im Perfect World Major: Shanghai 2024 belegt er den 15.–16. Rang. 2025 erzielte er den zweiten Rang bei der MESA Nomadic Masters Spring 2025.

## Erfolge
| Jahr                             | Platz                            | Turnier                             | Team                             | Persönliches Preisgeld           |
| Counter Strike: Global Offensive | Counter Strike: Global Offensive | Counter Strike: Global Offensive    | Counter Strike: Global Offensive | Counter Strike: Global Offensive |
| -------------------------------- | -------------------------------- | ----------------------------------- | -------------------------------- | -------------------------------- |
| 2022                             | 3. – 4.                          | Intel Extreme Masters XVII - Dallas | Berlin International Gaming      | 04.000 $                         |
| 2022                             | 3.                               | Pinnacle Cup Championship           | Berlin International Gaming      | 07.000 $                         |
| 2022                             | 1.                               | Roobet Cup                          | Berlin International Gaming      | 025.000 $                        |
| 2022                             | 2.                               | Elisa Masters Espoo 2022            | Berlin International Gaming      | 05.600 $                         |
| Counter-Strike 2                 |                                  |                                     |                                  |                                  |
| 2023                             | 3.                               | CCT Online Finals #4                | Berlin International Gaming      | 05.000 $                         |
| 2023                             | 1.                               | CCT Online Finals #5                | Berlin International Gaming      | 020.000 $                        |
| 2025                             | 2.                               | MESA Nomadic Masters Spring 2025    | Berlin International Gaming      | 012.000 $                        |